# Явор Янакієв
Явор Дімітров Янакієв  (болг. Явор Димитров Янакиев, 3 червня 1985, Стара Загора) — болгарський борець греко-римського стилю, олімпійський бронзовий медаліст, бронзовий призер чемпіонату Європи, чемпіон світу.

## Біографія
Боротьбою почав займатися з 1996 року. Виступав за борцівські клуби «Мінор» Перник та «Славія» Литекс.
Почесний громадянин Старої Загори (2008).

## Спортивні результати на міжнародних змаганнях

### Виступи на Олімпіадах
| Змагання                    | Збірна   | Вагова категорія | Місце  |
| --------------------------- | -------- | ---------------- | ------ |
| Літні Олімпійські ігри 2008 | Болгарія | 74 кг            | Бронза |

### Виступи на Чемпіонатах світу
| Змагання                        | Збірна   | Вагова категорія | Місце  |
| ------------------------------- | -------- | ---------------- | ------ |
| Чемпіонат світу з боротьби 2006 | Болгарія | 74 кг            | 22     |
| Чемпіонат світу з боротьби 2007 | Болгарія | 74 кг            | Золото |
| Чемпіонат світу з боротьби 2013 | Болгарія | 74 кг            | 14     |
| Чемпіонат світу з боротьби 2014 | Болгарія | 75 кг            | 10     |
| Чемпіонат світу з боротьби 2015 | Болгарія | 75 кг            | 22     |

### Виступи на Чемпіонатах Європи
| Змагання                         | Збірна   | Вагова категорія | Місце  |
| -------------------------------- | -------- | ---------------- | ------ |
| Чемпіонат Європи з боротьби 2006 | Болгарія | 74 кг            | 16     |
| Чемпіонат Європи з боротьби 2007 | Болгарія | 74 кг            | 5      |
| Чемпіонат Європи з боротьби 2008 | Болгарія | 74 кг            | 17     |
| Чемпіонат Європи з боротьби 2009 | Болгарія | 74 кг            | 22     |
| Чемпіонат Європи з боротьби 2010 | Болгарія | 74 кг            | 16     |
| Чемпіонат Європи з боротьби 2013 | Болгарія | 74 кг            | Бронза |

### Виступи на Європейських іграх
| Змагання              | Збірна   | Вагова категорія | Місце |
| --------------------- | -------- | ---------------- | ----- |
| Європейські ігри 2015 | Болгарія | 75 кг            | 8     |

### Виступи на Кубках світу
| Змагання                    | Збірна   | Вагова категорія | Місце |
| --------------------------- | -------- | ---------------- | ----- |
| Кубок світу з боротьби 2012 | Болгарія | 74 кг            | 6     |
| Кубок світу з боротьби 2012 | Болгарія | 84 кг            | 7     |

### Виступи на інших змаганнях
| Змагання                                                                       | Збірна   | Вагова категорія | Місце  |
| ------------------------------------------------------------------------------ | -------- | ---------------- | ------ |
| Міжнародний меморіал Дейва Шульца 2006                                         | Болгарія | 74 кг            | 4      |
| Турнір Дана Колова — Николи Петрова 2007                                       | Болгарія | 74 кг            | Бронза |
| Турнір Дана Колова — Николи Петрова 2008                                       | Болгарія | 74 кг            | Срібло |
| Турнір Дана Колова — Николи Петрова 2009                                       | Болгарія | 74 кг            | Золото |
| Турнір Вехбі Емре 2010                                                         | Болгарія | 74 кг            | 5      |
| Турнір Дана Колова — Николи Петрова 2010                                       | Болгарія | 74 кг            | Золото |
| Золотий Гран-прі з боротьби 2010 (Сомбатгей)                                   | Болгарія | 74 кг            | 5      |
| Кубок Владислава Питласинські 2011                                             | Болгарія | 74 кг            | 5      |
| Турнір Дана Колова — Николи Петрова 2012                                       | Болгарія | 74 кг            | 11     |
| Олімпійський кваліфікаційний турнір з греко-римської боротьби 2012 (Тайюань)   | Болгарія | 74 кг            | #Н/Д   |
| Олімпійський кваліфікаційний турнір з греко-римської боротьби 2012 (Гельсінкі) | Болгарія | 74 кг            | 16     |
| Турнір Дана Колова — Николи Петрова 2013                                       | Болгарія | 74 кг            | Золото |
| Кубок Владислава Пітласинські 2013                                             | Болгарія | 74 кг            | 5      |
| Кубок Владислава Пітласинські 2014                                             | Болгарія | 75 кг            | Бронза |
| Вогні Москви 2014                                                              | Болгарія | 75 кг            | 6      |
| Турнір Дана Колова — Николи Петрова 2015                                       | Болгарія | 75 кг            | Бронза |
| Кубок Владислава Пітласинські 2015                                             | Болгарія | 75 кг            | 10     |